# Philippe Porée-Kurrer
Philippe Porée-Kurrer (né à Fécamp le 30 avril 1954) est un romancier canadien d'origine française (Normandie).

## Biographie

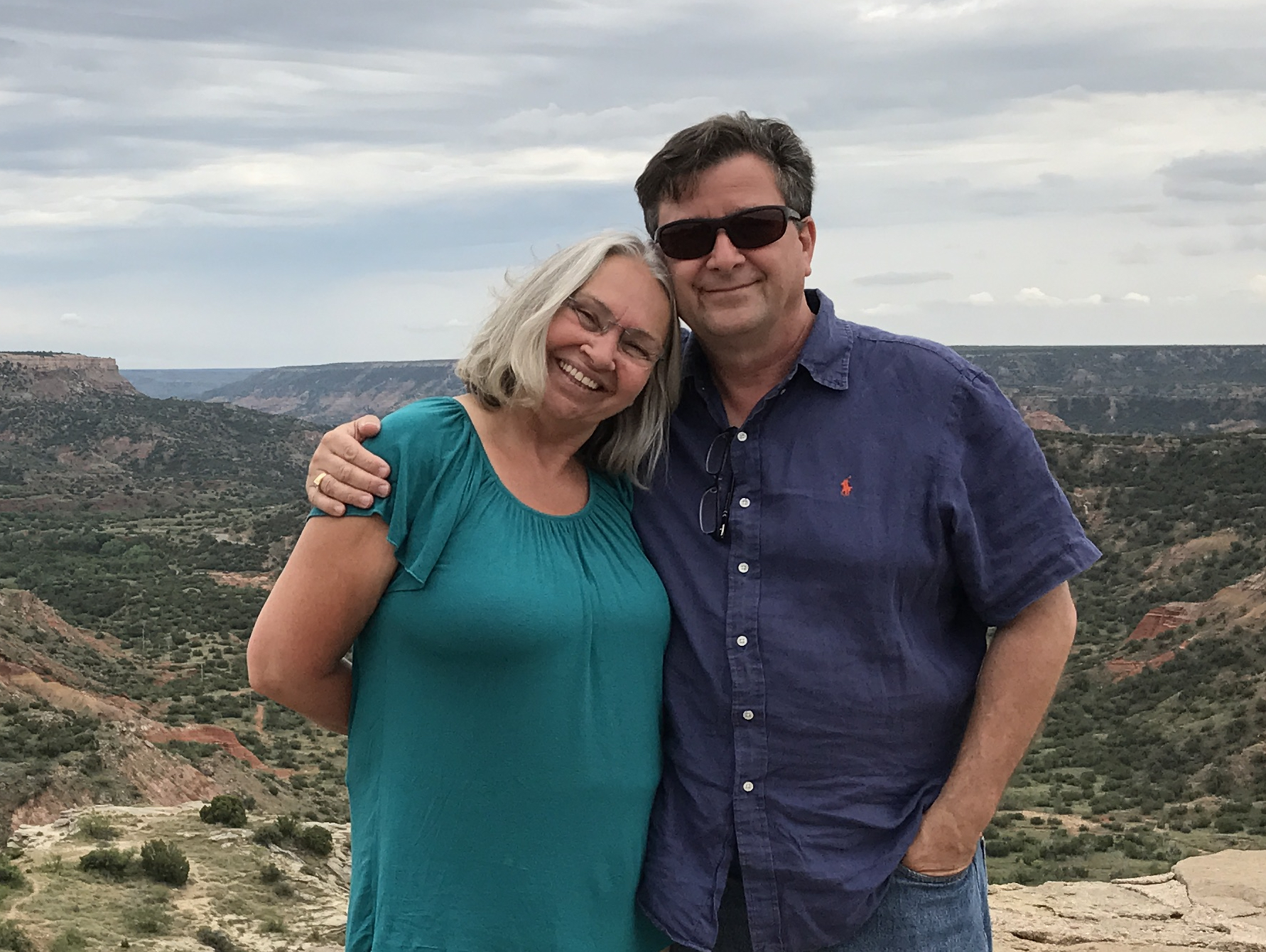
Philippe Porée-Kurrer et son épouse Marylis, Texas, juillet 2017

Né à Fécamp d’une famille normande d’artisans chocolatiers (du côté paternel puisque sa mère, Évelyne Kurrer, est d'ascendance alsacienne et italienne), Philippe Porée-Kurrer passe sa petite enfance chez ses grands-parents paternels, pâtissiers à Bayeux et à Saint-Aubin-sur-Mer. Ses années d’études se déroulent à l’ombre des murs de Jean-Baptiste de La Salle, alors un pensionnat des frères des écoles chrétiennes, à Rouen. C’est déjà à cette époque qu’il découvre la Série Noire de Marcel Duhamel, notamment les romans de James Hadley-Chase, celui dont il dit : « Hadley-Chase est un grand oublié qui m’a permis de faire le mur, de m’évader virtuellement du pensionnat, mais aussi et surtout de m’enseigner qu’un roman se construit bien davantage avec les dialogues qu’avec le thème ou la trame ».
Assoiffé de liberté et de grands espaces « après toute cette grisaille, toutes ces soutanes et toute cette bêtise condensée en leçons de vie », influencé par Erskine Caldwell, Jack London et Georges Arnaud, Camus, Malraux  il veut faire tous les métiers et connaître toutes les routes, car déjà il écrit, veut devenir écrivain et croit que cela ne s’apprend pas que dans les livres et encore moins sur le banc des écoles.
Dès 1969, il est apprenti pâtissier chez Pelletier, alors une grande maison au 66 de la rue de Sèvres, à Paris. Il échange alors des poèmes et des lettres avec Martine Vicens. «J’ignore ce qu’elle est devenue, mais Rimbaud avait peu à lui envier. Comme lui l’avait fait, je crois qu’elle a décidé de poser le crayon avant même d’être ce que l’on appelle adulte. » De Paris, il garde une image rebutante. « La ville en soi a son charme et j’aurais souhaité l’aimer, ne serait-ce que pour être près de la scène littéraire, mais le Parisien est une personne malheureuse. Il suffit de s’attabler à une terrasse pour s’en rendre compte, aucune joie dans les regards sinon ceux des touristes. »
En 1970, Porée-Kurrer est embauché en tant que serveur dans un restaurant étoilé à Caudebec-en-Caux. Cela le conduit à un brevet hôtelier qui lui permet d’obtenir un poste de serveur sur le paquebot France, à bord duquel il découvre le monde. 
En 1972, il débarque à Boston, où il est en quelque sorte adopté par une famille aisée d'Arlington. À la fois très « religieuse et progressiste », cette famille veut lui donner les possibilités de ses ambitions, cela jusqu’à lui ouvrir les portes de Harvard. Cependant il n’est pas guéri du pensionnat et il craint la mainmise sur sa liberté. Un soir, sans prévenir personne, il prend l’autobus pour l’Ouest. Il se retrouve grillardin dans un motel, à Pecos, au Texas. Bientôt surpris en plein travail par les services d’immigration, il doit quitter les États-Unis. Il part pour l’Angleterre où il trouve un poste d’assistant-photographe à Manchester. Il rencontre Sharon Ridgway et ils se mettent « en ménage dans un appartement non-chauffé de Didsbury ». Il écrit sans arrêt, sous les couvertures. « Nous passions nos journées au lit pour avoir chaud, nous avions terriblement faim, mais bizarrement nous étions heureux ». Le couple rompt brutalement après une dispute au cours de laquelle Porée-Kurrer se bat aux poings avec le frère de sa compagne. Avec l’idée de retourner au Texas, il fait sa demande pour immigrer au Canada. 
Il arrive à Montréal le 1er octobre 1974. Il se déplaît immédiatement dans cette ville « froide, sèche, sombre, anguleuse, repliée sur elle-même » où il exerce un emploi de colporteur. Cependant il n’a pas amassé les fonds suffisants pour lui permettre de passer la frontière et il accepte un emploi dans les mines à Chibougamau. Le sort veut qu’il s’endorme dans le train, manque sa correspondance et se retrouve à Dolbeau, où il rencontre un Français qui lui propose une place de cuisinier dans « un club de danseuses exotiques nommé l’Épave, où se côtoient motards, enseignants, médecins, bûcherons et politiciens, le tout dans la bonne entente que procure la proximité des plaisirs coupables ». 
C’est à Dolbeau qu’il rencontre Marylis Dufour qui va devenir son épouse. Ensemble, « sur le pouce, dormant le plus souvent à la belle étoile », ils font le grand tour du continent avant de retourner au Québec et d’acheter une terre à Notre-Dame-de-Lorette, où ils élèvent des chèvres et des chevaux. Par principe, il n’y a pas de télévision et la nuit il lit beaucoup (Thomas Clayton Wolfe, Boris Vian, Yasunari Kawabata, William Faulkner). Il écrit tout autant « sur la table de la cuisine ». Les manuscrits s’accumulent sans qu’il les considère publiables. 
Le 3 janvier 1982, un incendie ravage la ferme et compromet l’élevage de chevaux qu’il voulait établir « en haut du monde ». Le couple, qui a déjà quatre enfants se retrouve sur la route. Porée-Kurrer fabrique des jouets en bois à Sooke, en Colombie-Britannique, il est  terrassier au Yukon, radiotéléphoniste à l’aéroport de Ticouapé, peintre en bâtiment à Québec, bûcheron à Saint-Stanislas, agent temporaire pour Guylaine Tanguay, la chanteuse country, pour laquelle il écrit deux chansons, dont Truckgirl. 
C’est un peu la crainte de perdre à nouveau ses écrits qui lui fait publier Les portes du paradis, qu’il a rédigé en moins de trente jours. Trop vite, bâclé, pour lui c’est une catastrophe. Il dit avoir appris là que « le bonheur d’écrire consiste justement à écrire, le reste n’est que déception. » 
Il s’attelle au Retour de l’Orchidée. C’est presque un marathon : quatorze heures par jour, sept jours sur sept durant huit mois. Il adresse le manuscrit à deux maisons. La première, au Québec, l’accepte d’emblée, la seconde, en France, ne lui donnera jamais de réponse. « Je me suis toujours demandé ce que serait devenue ma vie s’il en était arrivée une. Les ventes me permirent toutefois de payer la note de chauffage de l’hiver suivant et, surtout, les critiques furent excellentes. C’était bon pour l’égo. J’ignorais encore que ce que je prenais pour une chance serait en fait l’écueil de ma vocation ». L’auteur Yvon Paré  écrira : « Philippe Porée-Kurrer, depuis la parution du "Retour de l'orchidée", en 1990, n'a cessé de dérouter. Cet écrivain vit sa vie comme un roman et en fait une aventure. Il n'hésite jamais à changer de lieux et à dire oui à toutes les expériences. » Pour Georges Henri Cloutier, « Si nos impressions sont exactes, la littérature québécoise se serait enrichie là, avec ce commonwealth moral, d’une manifestation peu fréquente dans le champ de l’utopie. Fascinating! » Jean-Roch Boivin, lui, affirme que « ce roman a tous les atouts d’un grand best-seller: aventure, sexe, violence, bouffe, exotisme, jeux des pouvoirs politiques et d’argent, un cinéma à grand déploiement et à gros budget. le genre que les Français traduiraient tout de suite s’il était écrit en américain.  [...] Mes goûts personnels m’ont surtout fait apprécier sa qualité littéraire dans les moments où l’auteur fait se rencontrer un homme et une femme dans le suprême face-à-face. À chaque fois, la proximité des épidermes amène les grandes questions qui nous concernent tous, en attendant l’Apocalypse... La planète perd la boule, les amoureux perdent la tête, dans le genre on ne fait pas mieux! »
Le couple compte à présent six enfants (dans l'ordre: Emmanuel, Samuel, Sandra, Laura, Philippe, Terry) et la famille s’installe à Rivière-du Loup. L’été, ce sont les récoltes dans le sud-ouest de l’Ontario puis, de l’automne jusqu’au printemps, Porée-Kurrer écrit sans relâche, souvent jusqu’à seize heures par jour. 
Après l’apocalyptique Retour de l’Orchidée (1990), son éditeur, Jean-Claude Larouche lui passe la commande d’une « suite » de Maria Chapdelaine. « J’ai accepté, même si, au-delà d’une suite, mon idée était surtout de reprendre où Hémon avait conclu pour donner ma propre vision du Lac-Saint-Jean. Pour moi, Maria en est en quelque sorte l’incarnation, au même titre que Scarlett est l’incarnation du Vieux Sud. » 
La Promise du Lac  sort en 1992 et c’est un succès commercial, non seulement au Québec, mais aussi et surtout en France. « Le livre avait été repris par Pygmalion, à Paris, et l’éditeur m’encourageait à écrire un roman à partir du poème de Longfellow, Évangéline. J’étais coincé. La promise, c’était ce que j’avais connu sur la ferme à Notre-Dame-de-Lorette, tout ce que j’avais appris de mes beaux-parents et de mes voisins, mais, outre la Louisiane, Évangéline n’avait à peu près rien à voir avec mon univers littéraire. Je voulais réinventer le noir en tant que révélateur social et humain, et voilà que mon éditeur québécois me vantait les grasses retombées de sages romances.» Des auteurs comme Christian Signol et Michel Peyramaure saluent La Promise du Lac. Denise Pelletier en dit :  « La Promise du Lac est un excellent roman, écrit dans une langue populaire et savoureuse, une suite fort plausible à Maria Chapdelaine. En outre, avec un remarquable souci du détail, par des scènes concrètes et vivantes, l’auteur nous fait bien comprendre la situation socio-politique de l’époque, notamment la lutte de pouvoir entre l’église et les compagnies de pulpe qui s’installaient dans la région. Ce monde qui vit et meurt sous ses yeux s’impose au lecteur avec une force remarquable. » De ce roman, Porée-Kurrer dira lui-même : « Mon livre est bourré d’anecdotes qui sont toutes arrivées à des gens du Lac-Saint-Jean ; en fait, ce n’est quasiment plus une œuvre d’imagination. Est-ce que ça va choquer ? Peut-être, les gens n’aiment pas toujours les miroirs. Je n 'ai pas voulu être complaisant ; pas méchant, mais pas complaisant. »
Cependant, Porée-Kurrer se lance ensuite dans ce qu’il qualifie comme une sorte de « naturalisme noir » : La Quête de Nathan Barker (1994). « Il me fallait exprimer le malaise de ma rencontre avec l’Amérique (quoi que puissent en penser mes compatriotes, le Canada est aussi américain que peuvent l’être le Kansas ou la Virginie) et cela s’est traduit par certains personnages absolument repoussants, au point que des personnes, y compris des auteurs, me regardaient en me demandant comment j’avais pu concevoir de tels monstres. Cela m’a amené à me poser de sérieuses questions sur moi-même et il m’a fallu attendre bien des années et la parution du Nuit noire, étoiles mortes, de Stephen King pour réaliser que je n’avais pas eu le choix, que pour donner tout l’éclairage de l’Amérique, la solitude des horizons sans fin ne suffisait pas, il m’avait aussi fallu descendre dans la fange la plus repoussante ». Si Porée-Kurrer parle de Stephen King, on ne doit pas oublier que ce sont surtout à des auteurs comme Halldór Laxness, Selma Lagerlöf, Gunnar Gunnarsson et surtout Göran Tunström, des Scandinaves qu’il dit devoir le plus. « Je n’ai jamais rencontré Tunström, mais je suis allé sur sa tombe, à Sunne, j’ai rencontré une infirmière qui l’a soigné dans ses derniers moments à Stockholm, je suis allé là où il a vécu; j’ai le projet, un jour, d’écrire sa biographie, ou peut-être sa vie romancée, un peu à la façon du Jean Galmot de Cendrars. »
C’est à cette époque que Porée-Kurrer reçoit une bourse qui lui permet d’aller séjourner trois mois en Israël. Il a l’idée toute faite d’un roman voulant démontrer l’inanité du conflit israélo-palestinien. Ce qu’il découvre sur les lieux le place plutôt devant la grande question de l’identité géographique. « Nous avons tous des affinités émotionnelles avec un territoire plutôt qu’un autre et, qu’on le veuille ou non, nous appartenons à un espace physique délimité qui lui-même s’enrichit de cette appartenance. En Israël, j’ai eu la confirmation que nul n’est étranger sur la Terre et qu’il existe toujours un lieu où chacun peut se savoir en symbiose. En Israël, le conflit est loin d’être ridicule et il illustre bien nos limites ; c’est un peu comme lorsque deux hommes aiment la même femme ou inversement, le partage n’est pas envisageable quand bien même toute la raison l’exige. » 
Shalôm est publié en 1996 et est remarqué par Naïm Kathan et Éliette Abecassis. Le roman est traduit en anglais par Thel Morgan en 2001. Pour Louis Bélanger ce roman de Porée-Kurrer est un « Témoignage sensible à I'inévitable communion des cultures, Shalôm rappelle à quel point fragiles sont ces croyances, que I'on souhaiterait immuables, au contact d'autres convictions tout aussi légitimes. Militants de nationalismes ethniques, s'abstenir. Il faudra sans contredit approfondir ce roman des plus intrigants, si ce n'est que pour la richesse des paradoxes qu'il met en scène, dont celui qui définit le Juif comme "quelqu'un qui cherche ce qu'il est." (p. 20) n'est certes pas le moindre. »
L’année suivante (1997) voit la parution de Chair d’Amérique. Contrairement à ce que pourrait laisser imaginer le titre, Porée-Kurrer se sert d’une obsession qu’il connaît bien (l’Amérique) pour dresser le portrait de la France des années 60.  Cette fois le ton est à l’humour, mais certains critiques qui semblent moins avoir compris la visée de l’entreprise reprochent à l’auteur un manque de recul en ce qui concerne l’obsession américaine. Le livre obtient toutefois un bon succès autant au Québec qu’en France. Il est suggéré comme lecture de l’été 2012 aux étudiants de l’Université de Chicoutimi.
En 1999, Porée-Kurrer est engagé pour rédiger l’historique de la fondation de Windsor-Detroit par Cadillac à l’occasion du Tricentenaire de la fondation. Il s’installe à Windsor où il résidera cinq ans. « Cadillac était un aventurier, mais aussi un visionnaire ; plutôt qu’à Montréal, il voulait établir la métropole de la Nouvelle-France au Détroit. Si les jésuites ne l’en avaient pas empêché, il n’est pas interdit de penser que l’Amérique aurait pu être française. Il y a quelque chose, des forces telluriques, une lumière intérieure qui font du Détroit une matrice. C’est en tout cas celle de l’American Way of Life. Sans Ford, sans Edison, l’Amérique aurait été différente, mais sans le Détroit, Ford et Edison n’auraient probablement jamais été ce qu’ils ont été. On y revient toujours, la symbiose des êtres vivants avec leur territoire. » 
On retrouve beaucoup de cela dans La Main gauche des ténèbres (2007). De cela, mais aussi de l’Islande où, sur quarante ans, Porée-Kurrer a séjourné à dix-neuf reprises. « L’Islande, c’est physiquement et culturellement le partage entre l’Europe et l’Amérique et c’est fascinant, mais c’est surtout un lieu où la beauté ne vient pas tant de ce que l’on voit, mais de ce que l’on devine. En Islande, l’irrationnel est une force physique qui remet les pendules à l’heure poétique, celle qui compte. » 
La Main gauche des ténèbres fait toutefois la plus grande part à ce qu’il est convenu de nommer la chute. Plus que jamais, le pouvoir de la chair est au cœur de l’œuvre de Porée-Kurrer. Les pires ont leur moment de rédemption, mais les meilleurs ne sont pas épargnés. Pour Clément Martel à propos de ce livre, «  Porée-Kurrer se soucie peu d’aborder des sujets faciles. Il choisit au contraire de développer  des intrigues complexes où se superposent une action physique et une quête aux dimensions plus ou moins métaphysiques. Si la première exploite des événements précis et concrets à la manière des romans traditionnels, la seconde se joue dans les subtilités et amène le lecteur à sa questionner sur les idées reçues. [...] C’est donc à une écriture exigeante que Philippe Porée-Kurrer s’astreint. Cette façon nécessite beaucoup de minutie et de polissage pour que son résultat demeure crédible, intéressant et digeste. La construction romanesque doit être sans faille pour entraîner le lecteur, elle ne doit laisser place à aucun temps mort. Elle doit aussi éviter de se perdre dans des circonvolutions obscures. Toutes choses que l’auteur réussit parfaitement. Son roman est d’une rigueur indiscutable. Les péripéties s’imbriquent les unes dans les autres en toute harmonie et vraisemblance, si bien qu’on finit par oublier la part de fantastique qui détermine l’action. Le merveilleux en vient à faire corps avec la réalité, à imposer sa présence sans détonner d’aucune manière. [...] L’écriture de Porée-Kurrer ne le cède en rien à l’intrigue, côté qualité. L’écrivain a une façon bien à lui de présenter les choses, sur un ton faussement détaché qui, par moments, confine au cynisme. Le narrateur omniscient n’est pas là pour juger, il présente les faits, comme sachant que l’interprétation de leur accumulation ne peut faire aucun doute. » Pour Stéphane Berthomet, « à la différence de la plupart de ses semblables, Philippe Porée-Kurrer tente aussi de nous faire explorer les méandres de nos consciences, et c’est surtout en cela que son ouvrage est profondément différent des autres. » Didier Fessou parle de la difficulté à classer l'ouvrage : « Ce fascinant roman est inclassable, à la fois mystique, gothique, fantastique, scientifique. Cette semaine, je donnerais volontiers tout ce que j’ai lu pour lui. »
Le livre est déjà imprimé lorsque l’auteure Élisabeth Vonarburg fait remarquer à Porée-Kurrer que son titre, dont il est jusque-là très content, constitue une traduction littérale du roman d’Ursula K Le Guin, The Left Hand of Darkness. Il est catastrophé et songe à abandonner toute idée de publication. « L’ironie est que durant toute la période de rédaction, j’avais intitulé mon livre Le doute. C’est l’éditeur qui m’avait convaincu qu’il fallait trouver quelque chose de plus percutant. Comme quoi toute la notion d’édition telle qu’elle se pratique aujourd’hui est sans doute à remettre en question. Nous avons quitté le paradigme de Gutenberg, peut-être s’agit-il de laisser à l’auteur le soin de s’entourer de ses propres collaborateurs, lecteurs, réviseurs, correcteurs, etc., comme le fait le metteur en scène indépendant, et donner au lecteur lui-même le soin d’être son propre éditeur, c’est-à-dire de faire ses choix ? » 
On le constate à plusieurs reprises dans ses propos, même lorsqu’il rencontre un succès commercial, Porée-Kurrer est mal à l’aise avec tout l’aspect de l’édition. Il s’est pourtant lui-même lancé dans l’aventure, créant en 1998 Train-de-nuit  qui a dû être la première maison francophone à vocation numérique au Canada. La malchance a voulu qu’il s’entende avec son propre éditeur pour republier de chez celui-ci des œuvres épuisées. Mais l’éditeur omet de prévenir ses auteurs concernés et il s’ensuit des poursuites qui atteignent Porée-Kurrer, lequel a pourtant versé de son côté tous les droits dus à l’éditeur. « J’étais écœuré et j’ai fermé le site, juste comme cela commençait à fonctionner. J’ignore aujourd’hui si c’était un mal pour un bien, il est difficile, voire incompatible d’être éditeur et auteur à la fois, et ma première ambition n’est certes pas l’édition. Pour tout dire, de ce que j’en connais aujourd’hui , j’en suis arrivé à développer une allergie au monde du livre qui, de ce que j’en perçois à présent, est paradoxalement tout l’opposé de la littérature ».
À l’est de minuit est publié en 2008. Porée-Kurrer déclare que c’est le premier roman qui commence à ressembler à ce qu’il imaginait lorsqu’il avait décidé qu’il serait écrivain. Il avait déjà flirté avec le surréalisme dans Shalôm et dans La main gauche des ténèbres, mais cette fois le parti est pris. Il déclare qu’il n’est pas question de surnaturel ou de fantastique comme pourrait le laisser croire le texte de la quatrième de couverture, « ce n’est pas du tout mon domaine et encore moins mon intérêt, non, je tente seulement de rapporter l’essence du réel à travers ce que l’on peut considérer comme une distorsion des lois de la physique, ou tout au moins de la physique non quantique. On ne peut pas exprimer l’essence du réel en se contentant de reproduire ses apparences ou même les faits privés de leur dimension invisible, en le faisant on obtient tout l’inverse de l’effet souhaité au point de travestir la réalité — ce qui se passe désormais tous les jours dans les médias. » Pour Yvon Paré, À l’est de minuit est « Un roman étonnant qui ramène à des pulsions, des tourments moraux et des problématiques essentielles. L'écriture s'efface pour donner toute la place aux personnages. Porée-Kurrer reste un formidable conteur. »
Entre 2004 et 2015, avant d’aller s’installer « définitivement » à Vancouver, Porée-Kurrer réside à Toronto, dans les hauteurs d’une tour au centre-ville, « Toronto est la nouvelle Babel, toutes les ethnies s’y rencontrent et partagent le même quotidien, c’est un formidable laboratoire, et ça fonctionne! » Il travaille comme rédacteur/chercheur contractuel principalement pour le ministère de l’Éducation. Il collabore avec des collègues: David Homel, Benoît Bouthillette, Luc Baranger, Jean-Pierre Bonnefoy. Il voyage et navigue beaucoup, parcourt l'Amérique du Sud, le Japon « mon autre patrie littéraire, avec la Scandinavie et le Vieux Sud des États-Unis », la Chine. Il passe ses étés à Stockholm et les creux de l’hiver en Polynésie, aux Tuamotu, « autant que faire se peut, je voyage. Je préfère accumuler les souvenirs que les biens terrestres ». Ses voyages, son implication professionnelle dans l’éducation et son intérêt pour le devenir évolutif de la conscience l’amènent à entreprendre une vaste saga bâtie autour de ce qu’il nomme une conscience artificielle. Les deux premiers tomes sont respectivement publiés en 2013 (La révélation de Stockholm) et 2015 (Le rendez-vous en Islande). Dans cette œuvre, Porée-Kurrer pose la question à savoir si la conscience est l'apanage des seules créatures biologiques évoluées ou si elle peut être transmise à d'autres états de la matière. « Comme Jules Verne l’a fait en son temps, j’ai voulu m’adresser au grand public, en particulier les jeunes, et, à travers un récit riche en rebondissements révélateurs, évoquer l’avènement de ce qui normalement nous attend si l’on ne se trucide pas avant : le passage de la conscience vers des formes non biologiques. Ce qui, de mon point de vue, s’inscrit dans l’évolution naturelle de la matière ». C’est un échec commercial total et le troisième tome prévu ne voit pas le jour. D’après Porée-Kurrer « la mise en marché a délibérément été sabotée. Peut-être y a-t-il des raisons inhérentes à l’œuvre elle-même, ce n’est toutefois pas l’écho que j’en ai des quelques lecteurs qui ont eu la chance de savoir que les livres existaient. Mais je ne me déclare pas vaincu, un jour je reprendrai et toute l’histoire sera présentée dans un seul et même volume. Je n’aime les histoires inachevées que lorsque l’auteur est mort en cours de rédaction ». 
À propos du premier tome des Gardiens de l’Onirisphère, Élisabeth Vonarburg a écrit : «  Un tel mélange (de genres) ne devrait pas fonctionner – surtout brodé comme il est de dialogues et de détails scientifiques un peu pédagogiquement introduits parfois –, et, pourtant, il fonctionne! Il y a là une allégresse et une générosité du récit qui suscitent l’adhésion des lecteurs. L’écriture est simple, aussi, mais le propos ne l’est nullement – il s’agit rien de moins que de définir l’humain. » Pour Yvon Paré, La révélation de Stockholm constitue « Une fiction avant-gardiste, une manière de secouer des certitudes et de nous faire vivre une quête qui ne cesse de surprendre et de dérouter. Surtout, il ouvre une fenêtre sur une réalité que nous saisissons mal. L’écrivain pose ici les premiers jalons d’une fresque étonnante par sa pertinence ». Il y a une autre dimension dans la saga proposée, Porée-Kurrer s'y interroge véritablement sur le devenir non pas de l'homme, mais bien celui de la conscience. Pour Martine Vignola, l'auteur "nous mène sur un sentier qui n’était pas accessible il y a cinquante ans. Isaac Asimov (1) a défini la machine qui assisterait l’homme, Orwell (2) a répandu l’idée d’une machine contrôlant l’humanité, mais Porée-Kurrer lui donne une «âme»".
On a reproché à Porée-Kurrer de s’éparpiller dans de nombreux genres, il réfute en précisant que pour lui les genres ne sont qu’une technique commerciale. « Si Dostoïevski présentait Crime et Châtiment à un éditeur aujourd’hui, on retrouverait probablement le livre dans une collection suspense psychologique avec une couverture apte à provoquer des cauchemars. Non, sérieusement, je crois que le principal point commun entre tous mes romans est l’exploration. L’exploration de notre monde, bien sûr, mais aussi de la conscience. La conscience des êtres comme celle des choses. J'ai besoin, à travers l’écriture, de faire s’évanouir les repères et me retrouver devant l’insondable. Je veux, je tente de saisir l’histoire non dite, celle qui se cache, celle qui compte, celle qui nous change et nous renvoie à l’essentiel. »

## Œuvres

### Romans et nouvelles
- Là où vont les vagues, roman, Perdido, février 2019, 274 p.  (ISBN 9782924228234)
- Les Gardiens de l’Onirisphère (Tome 1 : La révélation de Stockholm), roman, JCL, septembre 2013, 366 p.,  (ISBN 9782894314616) (Finaliste Prix Trillium, 2013)
- Les Gardiens de l’Onirisphère (Tome 2 : Le rendez-vous en Islande), roman, JCL, septembre 2015, 400 p.,  (ISBN 9782894314883)
- À l’est de Minuit, roman, JCL, septembre 2008, 280 p.,  (ISBN 9782894314012)
- La Main gauche des ténèbres, roman, JCL, septembre 2007, 408 p.,  (ISBN 9782894313817)
- Trois siècles au Pays de Cadillac, nouvelle (collectif), juin 2002, Sivori,  (ISBN 2980075949)
- Libido, nouvelle, octobre 2000, Québec-Loisirs,  (ISBN 2894304544)
- Maria, roman, JCL, 1999, 368 p.,  (ISBN 289431194X), France-Loisirs, Paris, octobre 2000
- Chair d’Amérique, roman, JCL, 1997, 366 p.,  (ISBN 289431163X) (Prix littéraire du Public, Québec, 1997), France-Loisirs, Paris,  (ISBN 2744116645)
- Shalôm, roman, Sivori, 1996, 214 p.,  (ISBN 2980075914)
- La quête de Nathan Barker, roman, JCL, 1994, 535 p.,  (ISBN 2894311230 et 2894301537)
- La Promise du Lac, roman, JCL, 1992, 512 p.,  (ISBN 2894300778 et 2894311087)

Allias :
- La Fiancée du Lac, roman, Pygmalion, Paris, 1993, 510 p.,  (ISBN 2857043988 et 2724276841), Le Livre de Poche, Paris (1995),  (ISBN 2253137316),
- Le retour de l’Orchidée, roman, JCL, 1990, 683 p.,  (ISBN 2920176684) (Prix littéraire de la bibliothèque centrale de prêt du Saguenay, 1990)
- Aldric le Conquérant, roman, Mayflower, 260 p., 1989,  (ISBN 2980075906)
- Les Portes du Paradis, roman, Marie-M, 1986, 203 p.,  (ISBN 2980028584)

Autres (travaux non littéraires) :   
- La littératie en tête, (ministère de l’Éducation de l’Ontario),  (ISBN 0-7794-5428-6)
- La numératie en tête, (ministère de l’Éducation de l’Ontario),  (ISBN 0-7794-6388-9)
- J’ai mal quand on fait mal à maman !, Guide pratique pour aider le personnel des écoles élémentaires à identifier les élèves témoins de violence familiale faite à leur mère, ADFO et Direction générale de la condition féminine de l’Ontario,  (ISBN 2- 9800759-6-5)
- Moi, lire ? Et comment !, guide pratique pour développer les compétences des garçons en matière de littératie, (ministère de l’Éducation de l’Ontario),  (ISBN 978-1-4435-0129-3) (2009)

## Récompenses et distinctions
- 1990 - Prix littéraire du CRSBP du Saguenay–Lac-Saint-Jean
- 1993 - Prix du Public, Québec
- 2014 - Finaliste Prix Trillium (Ontario)